# Charles St. John

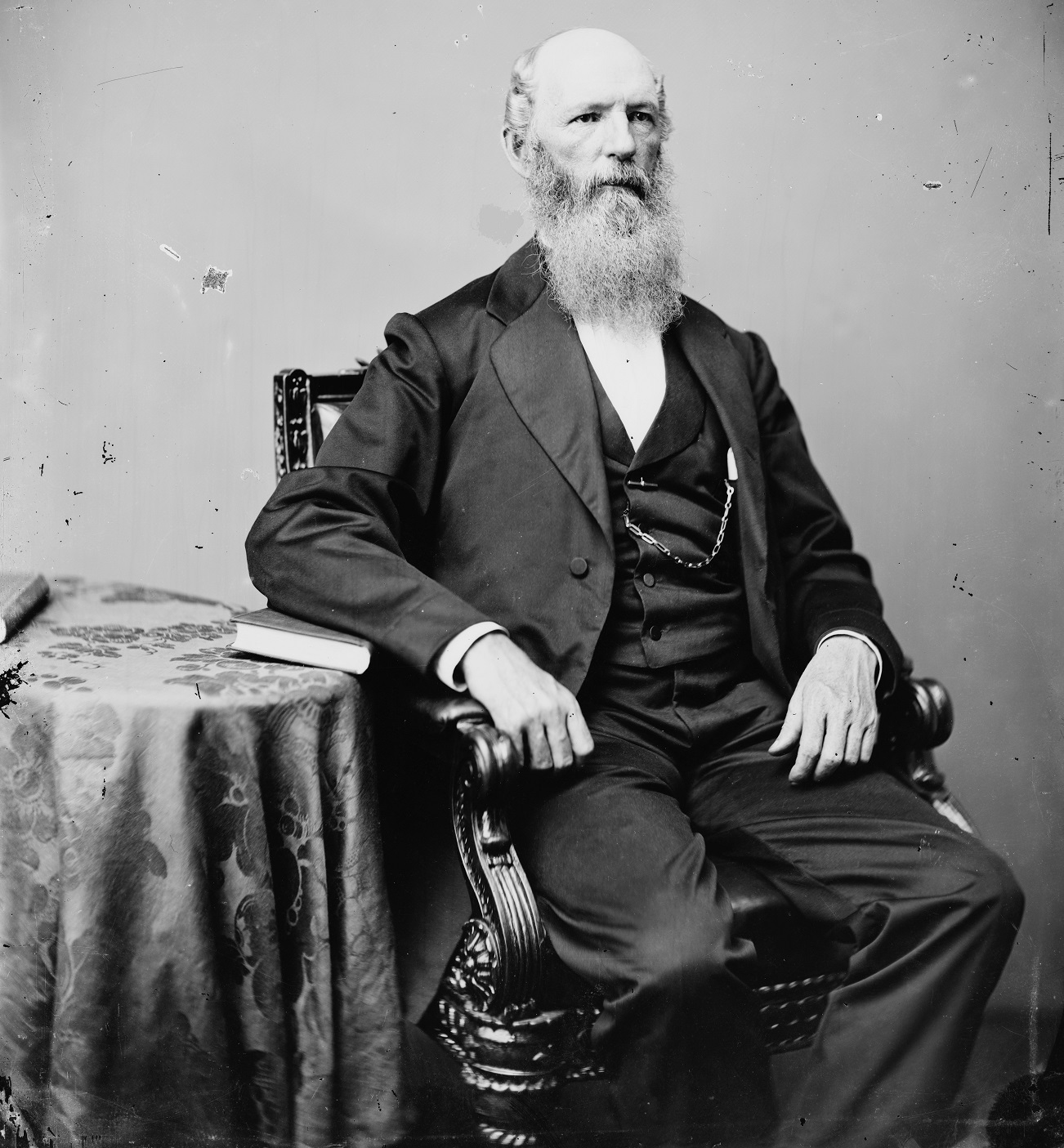
Charles St. John

Charles St. John (* 8. Oktober 1818 in Mount Hope, New York; † 6. Juli 1891 in Port Jervis, New York) war ein US-amerikanischer Politiker. Zwischen 1871 und 1875 vertrat er den Bundesstaat New York im US-Repräsentantenhaus.

## Werdegang
Charles St. John wurde ungefähr dreieinhalb Jahre nach dem Ende des Britisch-Amerikanischen Krieges in Mount Hope geboren. Er besuchte Gemeinschaftsschulen, die Goshen Akademie und die Newburgh Akademie. Danach war er auf dem Delaware River in der Holzwirtschaft tätig, verfolgte aber auch kaufmännische und Bankgeschäfte in Port Jervis. Er arbeitete als Internal Revenue Collector und später als Präsident der Barrett Bridge Co. Politisch gehörte er der Republikanischen Partei an.
Bei den Kongresswahlen des Jahres 1870 für den 42. Kongress wurde St. John im elften Wahlbezirk von New York in das US-Repräsentantenhaus in Washington, D.C. gewählt, wo er am 4. März 1871 die Nachfolge von Charles Van Wyck antrat. Im Jahr 1872 kandidierte er im zwölften Wahlbezirk von New York für den 43. Kongress. Nach einer erfolgreichen Wiederwahl trat er am 4. März 1873 die Nachfolge von John H. Ketcham an. Er schied nach dem 3. März 1875 aus dem Kongress aus.
Nach seiner Kongresszeit ging er wieder seinen früheren Geschäftsaktivitäten nach. Er starb am 6. Juli 1891 in Port Jervis und wurde auf dem Laurel Grove Cemetery beigesetzt.